# Say You, Say Me
«Say You, Say Me» es una canción escrita y grabada por el cantautor estadounidense Lionel Richie para la banda sonora de la película White Nights (1985), protagonizada por Mijaíl Baryshnikov y Gregory Hines.
El sencillo llegó al número uno en el Billboard Hot 100 y en la lista de sencillos R&B en diciembre de 1985. Se convirtió en el noveno número uno de Richie en la lista Billboard Hot Adult Contemporary Tracks. La pista no está disponible en la banda de sonido de la película, porque Motown no quería que el primer sencillo de Richie desde el álbum Can't Slow Down apareciera en otro sello discográfico. Finalmente apareció en el álbum Dancing on the Ceiling lanzado en 1986.
"Say You, Say Me" ganó el Óscar a la mejor canción original en 1985 y un Globo de Oro el mismo año en igual categoría.
En 2008, la canción alcanzó el puesto 74 de las mejores canciones de todos los tiempos en el Billboard Hot 100, conmemorando los primeros 50 años de la lista.

## Posicionamiento en listas
| Listas (1985-1986)                   | Máxima posición |
| ------------------------------------ | --------------- |
| Australia Kent Music Report          | 3               |
| Ö3 Austria Top 40\|Austria           | 6               |
| Francia                              | 4               |
| Alemania                             | 12              |
| Irish Singles Chart                  | 3               |
| Lista de sencillos de Japón          | 25              |
| Noruega                              | 1               |
| Sverigetopplistan                    | 1               |
| Swiss Music Charts                   | 1               |
| UK Singles Chart                     | 8               |
| U.S. Billboard Hot 100               | 1               |
| U.S. Billboard Hot R&B/Hip-Hop Songs | 1               |
| U.S. Billboard Adult Contemporary    | 1               |
| U.S. Billboard Cash Box              | 1               |

## Versión de Lionel Richie y Rasmus Seebach
En 2012, Lionel Richie grabó la canción con el cantante y compositor danés Rasmus Seebach. El dúo aparece en el álbum de Richie, Tuskegee, para el cual el cantante seleccionó como colaboradores a una gran cantidad de cantantes de todo el mundo.
La versión del álbum cuenta con la participación del cantante de country estadounidense Jason Aldean.

### Lista de canciones
1. "Say You, Say Me" – 5:09

### Posicionamiento en listas
| Lista (2012)            | Máxima posición |
| ----------------------- | --------------- |
| Dinamarca (Tracklisten) | 3               |

## Otras versiones
Otras versiones de la canción fueron las de: Weird Al Yankovic (1986), Paul Mauriat (1986), Roland Kaiser (1996), Tony Christie (1999) y Lemon Ice (2006).

## Letra
Say you, say me say it for always
That's the way it should be
Say you, say me say it together
Naturally
I had a dream I had an awesome dream
People in the park playing games in the dark
And what they played was a masquerade
And from behind of walls of doubt a voice was crying out
Say you, say me it for always
That's the way it should be
Say you, say me say it together
Naturally
As we go down life's lonesome highway
Seems the hardest thing to do is to find a friend or two
That helping hand
Some one who understands
That when you feel you've lost your way
You've got some one there to say I'll show you
Say you, say me it for always
That's the way it should be
Say you, say me say it together
Naturally
So you think you know the answers, Oh no
Well the whole world has got you dancing
That's right, I'm telling you
It's time to start believing oh yes
Believing who you are
You are a shining star
Say you, say me it for always
Oh that's the way it should be
Say you, say me say it together
Naturally
Say it together, naturally.

## En la cultura popular
La canción aparece en la película Río en la escena donde Blu (interpretado por Jesse Eisenberg) intenta besar a Perla (interpretada por Anne Hathaway) , creyendo que eso es lo que ella quería, pero esto causa que se enfade y que lo ataque, luego ambos terminan peleando y en la misma película, Linda (interpretada por Leslie Mann) intenta besar a Tulio (interpretado por Rodrigo Santoro) se intentan besar pero se terminan estrellando. Y en Baywatch cuando Mitch (Dwayne Johnson) es despedido y ponen a Matt Brody (Zac Efron) como el nuevo salvavidas.

### Sucesión en las listas
| Predecesor: «Broken Wings» de Mr. Mister | U.S. Billboard Hot 100 — Sencillo N°. 1 21 de diciembre de 1985 - 17 de enero de 1986 | Sucesor: «That's What Friends Are For» de Dionne Warwick & Friends featuring. Elton John, Gladys Knight & Stevie Wonder |

| Predecesor: «Separate Lives» de Phil Collins & Marilyn Martin | U.S. Billboard Hot Adult Contemporary Tracks — Sencillo N.º 1 7 de diciembre de 1985 - 10 de enero de 1986 | Sucesor: «That's What Friends Are For» de Dionne Warwick & Friends featuring. Elton John, Gladys Knight & Stevie Wonder |

| Predecesor: «Don't Say No Tonight» de Eugune Wilde | U.S. Billboard Hot Black Singles — Sencillo N.º 1 11 de enero de 1986 - 24 de enero de 1986 | Sucesor: «That's What Friends Are For» de Dionne Warwick & Friends featuring. Elton John, Gladys Knight & Stevie Wonder |

| Predecesora: I Just Called to Say I Love You de The Woman in Red | Óscar a la mejor canción original 1985 | Sucesora: Take My Breath Away de Top Gun |